# Округ Вокер (Џорџија)
Округ Вокер (енгл. Walker County) је округ у америчкој савезној држави Џорџија.

## Демографија
По попису из 2010. године број становника је 68.756, што је 7.703 (12,6%) становника више него 2000. године.
| Група             | 2000.          | 2010.          |
| Белци             | 57.336 (93,9%) | 63.343 (92,1%) |
| Афроамериканци    | 2.310 (3,8%)   | 2.829 (4,1%)   |
| Азијати           | 168 (0,3%)     | 297 (0,4%)     |
| Хиспаноамериканци | 565 (0,9%)     | 1.113 (1,6%)   |
| Укупно            | 61.053         | 68.756         |